# 井上喜雄
井上 喜雄（いのうえ よしお） は、日本の機械工学者。高知工科大学名誉教授。元日本機械学会機械力学・計測制御部門長。元高知県産業教育審議会会長。科学技術庁長官賞等受賞。

## 人物・経歴
1970年京都大学工学部機械工学科卒業。1972年京都大学大学院工学研究科修了。
その後、神戸製鋼所入社。1989年神戸製鋼所振動音響研究室長。1993年京都大学より工学博士の学位を取得。
1997年高知工科大学工学部知能機械システム工学科教授。2009年高知工科大学システム工学群教授。2010年日本機械学会機械力学・計測制御部門長。2012年高知県産業教育審議会会長。高知工科大学名誉教授。
福祉ロボットの開発などを行った。

## 受賞
- 1984年科学技術庁長官賞[1]
- 2007年日本機械学会110周年記念功労者表彰[1]
- 2010年日本機械学会中国四国支部賞（技術創造賞）[1]
- 2010年日本機械学会学会賞（論文）[1]
- 2013年日本設計工学会功労賞[7]
- 2015年日本機械学会機械力学・計測制御部門部門功績賞[3]